# Ringgoldovy ostrovy
Ringgoldovy ostrovy jsou fidžijské souostroví, ležícím na východ od Vanua Levu, jednoho ze dvou fidžijských hlavních ostrovů. Část této skupiny ostrovů je tvořena útesy Budd, Nukusemanu a Heemskercq.
Souostroví je většinou neobydlené, jen na Qelelevu je malá vesnice.